# Bukovje pri Slivnici
Bukovje pri Slivnici je naselje u slovenskoj Općini Šentjuru. Bukovje pri Slivnici se nalazi u pokrajini Štajerskoj i statističkoj regiji Savinjskoj. 

## Stanovništvo
Prema popisu stanovništva iz 2002. godine naselje je imalo 177 stanovnika.